# Nos amis les flics
Pour plus de détails, voir Fiche technique et Distribution.
Nos amis les flics est une comédie policière française réalisée par Bob Swaim en 2004, inspirée du roman de Jay Cronley.

## Synopsis
Apparemment abonnée aux coups foireux, une petite bande de « Pieds Nickelés » se voit dans l'impossibilité d’éponger sa dette envers le caïd de la région. Celui-ci leur accorde une dernière chance, en les chargeant de faire main basse sur les tableaux d’une fondation d’art moderne. Amenés à prendre un commissariat en otage au cours de leur expédition semi-ratée, ils endossent l’uniforme (et le rôle) des « gardiens de l'ordre » dans l'espoir de rester en liberté.

## Fiche technique
- Titre : Nos amis les flics
- Réalisateur : Bob Swaim
- Scénario : Mathieu Fabiani et Bob Swaim, d'après le roman de Jay Cronley
- Production : Patrick Godeau
- Distribution :  France : TFM Distribution
- Photographie : Thierry Jault
- Musique : Philippe Kelly
- Montage : Emmanuelle Labbé
- Son : Antoine Deflandre
- Costume : Sandrine Follet
- Cascades : Alain Bour, Hervé Décalion
- Pays d'origine :  France
- Langue originale : français
- Format : couleur
- Genre : comédie policière
- Durée : 1h30
- Lieu de tournage : Studio 24
- Dates de sortie :
  -  France : 18 juin 2004 (Festival de Saint-Malo), 4 août 2004 (sortie nationale)
  -  Belgique : 25 août 2004
- Générique de fin : Tékitoi de Rachid Taha

## Distribution
- Frédéric Diefenthal : Frédo
- Armelle Deutsch : Magali
- Daniel Auteuil : Toussaint
- Lorànt Deutsch : Bénisti
- Atmen Kelif : Kérouf
- François Levantal : Gégé
- Christophe Alévêque : Poisseman
- Edouard Montoute : Kiki
- Hippolyte Girardot : Fatouche
- Pascal Elbé : Perrac
- Moussa Maaskri : Sauveur
- Marie Albe : Madame Plaisance
- Christian Ameri : Le père Palestro
- Martin Amic : Vigile musée
- Arlette Bach : Albertine
- Frédérique Bonnal : La voix du central
- Jean-Luc Borras : Policier
- Patrick Boyon : Le videur du Mistral
- Denis Braccini : Le patron du Mistral
- Lionel Briand : Le fils Palestro
- Daniel Carraz : Policier
- Stephan Chrisz : Malfrat russe
- Eric Debrosse : Policier
- Bernard Destouches : Le pizzaïolo
- Jean-Jérôme Esposito : Gardien de musée
- Xavier Laurent : Client de la boîte de nuit
- Marc Léonian : Le commissaire
- Stéphan Levêque : José
- Grigori Manukov : Malfrat russe
- Nadera Mouhoub : Le chanteur
- Rémy Reponty : Le médecin
- Marc Robert : Tony
- Candide Sanchez : Gardien de musée
- Samuel Suter : Vigile musée
- Alexandre Thibault : Jeune dans l'Austin
- Guillaume Toucas : Jeune dans l'Austin